# Скуратівський Василь Тимофійович
Василь Тимофійович Скураті́вський (25 жовтня 1939 — 16 грудня 2005) — український народознавець, письменник, видавець. Одним із перших у новітній Україні видав народознавчу книгу «Берегиня».

## Біографія
Народився на глухому поліському хуторі Забуда, пізніше переселеному до села Шевченкове (пізніше Великий Ліс) на Житомирщині. Ця подія відбулася восени 1939 року між святом Покрови (14 жовтня) та Змитра (Дмитра, 8 грудня), коли точно — батьки призабули, а в посвідченні про народження паспортистка записала 25 жовтня 1939 року.
Батько — Тимофій Якович Скуратівський (1898—1981), мати — Мотрона Антонівна Скуратівська (1900—1978), обоє селяни. Батько був знаним на селі столяром, виготовляв діжки, скрині, ліжка, вулики та інше. Для власних потреб розробив і виготовив дерев'яну медогонку, яка нині перебуває в експозиції Переяславського музею народної архітектури та побуту (хата-музей бджільництва). У родині було п'ятеро дітей, однак вижило двоє: старша сестра Ольга та найменший і єдиний син Василь.
З дитинства любив читати. У 13 років вирішив стати письменником, написав першого вірша і надіслав до районної газети. Відповідь не забарилась — порадили більше читати і краще вивчати рідну мову та літературу. Однак хлопець був настирливим і продовжував надсилати до редакції нові свої вірші, байки, замальовки, дописи. З часом їх почали друкувати.
Після закінчення школи у 1959 році, працював кілька місяців коректором у народицькій районній газеті, і тільки з'явилась можливість, перейшов на журналістську роботу до олевської райгазети «Колгоспник Олевщини». По трьох роках роботи звільнився і поїхав шукати долі в Сибіру. Працював у тайзі на заготівлі живиці, кілька місяців вчився на розмітчика в Іркутську, коли знайшов журналістську роботу, переїхав до Усть-Кута. Загалом у Сибіру перебував півтора року.
Повернувшись до України, продовжив журналістську роботу в різних газетах українського Полісся (Народичі, Радомишль, Олевськ, Житомир, Київ), працював у Немішаєвському сільгосптехнікумі.
У 1964 закінчив Московську заочну школу журналістики, 1967 р. вступив на навчання до Київського державного університету ім. Т. Г. Шевченка на факультет журналістики.
З 1969 року працював редактором у журналі «Народна творчість та етнографія». З 1970 року з'являються у періодиці перші статті на народознавчу тематику. Згодом розпочинає роботу над науковою монографією про традиційне пасічництво.

Надгробний пам'ятник Василеві Скуратівському в Києві на міському Берковецькому кладовищі

У липні 1973 року викликають до Комітету державної безпеки СРСР (КДБ) у справі Василя Овсієнка, відтоді перебуває під наглядом спецорганів.
Помер на 67-му році життя 16 грудня 2005 року. Похований в Києві на міському Берковецькому кладовищі (ділянка № 2а).

## Творчий доробок
Визнання приходить під час публікації першого циклу народознавчих матеріалів «Зелене полум'я сосни» у газеті «Молодь України» (1983), далі продовжив публікації у виданнях «Сільські вісті», «Культура і життя», «Пам'ятки України», «Наука і суспільство».
1987 року виходить книга «Берегиня», яка витримала не одне видання і викликала хвилю зацікавлення народознавством у країні. Далі виходили у світ інші книги: «Покуть», «Погостини», «Святвечір», «Місяцелік», «Русалії», «Кухоль меду», «Я сам про себе розкажу» та інші. Всього за життя письменника було видано понад 20 книг.
Скуратівський пропагував традиційну культуру, обряди. Був ініціатором започаткування уроків народознавства у школах, одним із організаторів фестивалів: «Котилася торба» (дитячі ігри), «Коляда» (новорічні та різдвяні традиції), «Берегиня» (міжнародний фестиваль фольклору). Організував та проводив багаторічну народознавчу експедицію «Чумацькими шляхами».
З 1992 року започаткував та видавав народознавчий часопис «Берегиня» (після 2012 р. «Наша Берегиня»).

## Пам'ять
26 жовтня 2019 в місті Малин Житомирської області відбувся I-й Всеукраїнський літературно-мистецький фестиваль імені Василя Скуратівського «До Василя!».

## Відзнаки
За журналістку та літературну роботу нагороджений преміями:
- Золоте перо,
- імені Островського,
- імені Чубинського
- кількома міжнародними преміями.

Висувався на здобуття Шевченківської премії.